# وان گرند سنترال پلیس
وان گرند سنترال پلیس (به انگلیسی: One Grand Central Place) یک آسمان‌خراش در ایالات متحده آمریکا است که در منهتن واقع شده‌است.